# Islas Berry
Las Islas Berry son una cadena de islas y un distrito de Bahamas, que abarca 78 km ² de la parte norte occidental de la islas Out. Las islas Berry constará de una treintena de islas y más de un centenar de pequeñas islas o cayos, a menudo referida como "The Fish Bowl de las Bahamas" Ellos tienen una población de sólo unos setecientos, la mayoría de los cuales se encuentran en Great Harbour Cay. Las islas fueron colonizadas en 1836 por Gobernador Colebrook y un grupo de liberados esclavos.